# Trụ sở Ngân hàng Thượng Hải
Trụ sở Ngân hàng Thượng Hải (chữ Hán: 上海银行大厦 - Hán Việt: Thượng Hải Ngân hàng Đại Hạ) là một tòa nhà chọc trời 46 tầng ở khu Phố Đông của thành phố Thượng Hải, Trung Quốc. Được thiết kế bởi công ty kiến trúc Kenzo Tange Associates, tòa nhà này hoàn thành năm 2005 với chiều cao tổng cộng 252 m và 108.000 m² diện tích mặt sàn. Tòa nhà này đã xuất hiện trong bộ phim Điệp vụ bất khả thi 3 do ngôi sao Tom Cruise thủ vai chính.